# Pavel Londak
Pavel Londak (Tallin, Estonia, 14 de mayo de 1980), futbolista estonio. Juega de portero y su actual equipo es el FK Bodø/Glimt de la liga de Noruega.

## Selección nacional
Ha sido internacional con la Selección de fútbol de Estonia, ha jugado 17 partidos internacionales.

## Clubes
| Club             | País    | Año       |
| ---------------- | ------- | --------- |
| FC Lantana       | Estonia | 1997-1999 |
| FC Valga         | Estonia | 2000      |
| Viljandi Tulevik | Estonia | 2001      |
| FC Flora Tallinn | Estonia | 2002      |
| FC Valga         | Estonia | 2002      |
| FC Flora Tallinn | Estonia | 2003      |
| FC Valga         | Estonia | 2003      |
| Viljandi Tulevik | Estonia | 2004-2005 |
| FC Flora Tallinn | Estonia | 2006      |
| FK Bodø/Glimt    | Noruega | 2007-     |